# Hontoir
Pour la compositrice, voir Patricia Hontoir
Hontoir est un hameau de la commune belge d'Onhaye situé en Région wallonne dans la province de Namur. Il fait partie de la section de Sommière.

## Histoire
Lors de la bataille de France, à la suite de l'invasion de la Belgique par les Allemands le 10 mai 1940, les Français viennent s'installer sur la Meuse en amont de Namur. C'est le cas du 66e régiment d'infanterie (66e RI), commandé par lieutenant-colonel Boby qui installe son poste de commandement (PC) à la ferme de Hontoir. Le matin du 13 mai 1940 l'infanterie allemande des deux divisions blindées du XV. Armee-Korps (mot.) d'Hermann Hoth franchissent la Meuse en force au niveau de l'île de Houx et de Leffe et se répandent dans les bois alentour. Hontoir va désormais être en première ligne, à cause du repli du II/39e régiment d'infanterie « qui s'est laissé entraîné par le flot des fuyards [du III/129e régiment d'infanterie] ». « Certains n'ont ni arme, ni munitions et paraissent perdus, terrifiés. Après avoir été calmés, réarmés, ils concourent à la défense du PC », en effet le « lieutenant-colonel Boby se barricade avec le colonel Benedetti du 19e régiment d'artillerie et des éléments de ses unités régimentaires à Hontoir » . Le lieutenant-colonel Boby écrit à 9h05 à l'un de ses supérieurs : « Hontoir est terriblement bombardé. Suis blessé mais si je m'en vais, tout lâche. Nombreux morts et blessés ». Plus tard dans la journée, le lieutenant-colonel Boby finit par replier son PC plus à l'ouest, au château de Montaigle.
Le lendemain 14 mai, au matin, alors que les Français contre-attaquent à Haut-le-Wastia, la 5. Panzer-Division passe à l'offensive contre Hontoir où elle engage une vingtaine de blindés, le hameau est défendu par la 5e compagnie du 66e RI qui est alors contrainte au repli, « avec de lourdes pertes », vers le bois de Foy : Hontoir est aux mains des Allemands.

## Monument
En 1948 a été inauguré en face de la ferme de Hontoir, au carrefour de la route Sommière - Haut-le-Wastia un monument à la mémoire de Mme Jean del Marmol, née Marie-Louise Lippens, décédée au camp de Belzig (Allemagne) le 8 septembre 1944. Elle avait été arrêtée le 10 mars précédent à Bruxelles comme otage, son mari étant un des dirigeants de l’Armée secrète.